# Белоус, Илья Андреевич
Илья Андреевич Белоус (род. 1 января 1995) — российский футболист, нападающий.

## Биография
В июле 2013 года был отдан в аренду в нижегородскую «Волгу», где играл за молодёжную команду. За основную команду дебютировал 30 октября 2013 года в матче Кубка России против «СКА-Энергии». В 2014 году выступал на правах аренды в клубе ПФЛ «Локомотив-2», в составе которого провёл 8 матчей. 8 августа 2014 года подписал контракт с «Краснодаром».
В августе 2022 года стал игроком белорусского клуба «Белшина». Провёл три игры и перешёл в «Динамо» Брянск.